# Palazzo Manca di Usini
Palazzo Manca di Usini è un antico edificio sassarese del XVI secolo situato nella vecchia  Carra manna, l'attuale piazza Tola. È la massima espressione architettonica del periodo a Sassari ed è una delle abitazioni più antiche della città; i locali sono occupati dalla biblioteca comunale di Sassari.

## La storia
Appartenne a don Giacomo Manca, signore di Usini e successivamente duca d'Asinara. Nel 1865 il palazzo viene acquistato dal Municipio con il proposito di adattarlo a palazzo comunale. Nel corso dei secoli l'edificio ha subito numero rimaneggiamenti, tra cui, nel XVIII secolo, l'aggiunta di un terzo piano. Le finestre hanno tutte la medesima conformazione, tranne quelle del magazzino, che hanno una dimensione minore.